# 龙溪街道 (博罗县)
龙溪街道，是中华人民共和国广东省惠州市博罗县下辖的一个乡镇级行政单位。

## 行政区划
龙溪街道下辖以下地区：
龙溪社区、苏村社区、礼村社区、龙岗村、夏寮村、宫庭村、球岗村、结窝村、长湖村、埔心村、苏村、绿水湖村、湖头村、深湖村、埔上村、白莲湖村、小蓬岗村、黄屋村、黎屋村、横巷村、钟屋村、银岗村和岐岗村。